# Nataša Mićić
Nataša Mićić, cyr. Наташа Мићић (ur. 2 listopada 1965 w m. Titovo Užice) – serbska prawniczka i polityk, parlamentarzystka, przewodnicząca Zgromadzenia Narodowego, tymczasowa prezydent Serbii.

## Życiorys
Ukończyła studia prawnicze na Wydziale Prawa Uniwersytetu w Belgradzie. Pracowała jako sekretarz sądowy (1992–1998), następnie podjęła praktykę w zawodzie adwokata. Działała w Obywatelskim Sojuszu Serbii. Była wiceprzewodniczącą tej partii, a w 2004 stanęła na jej czele. W 2007 doprowadziła do przyłączenia się GSS do Partii Liberalno-Demokratycznej, której została wiceprzewodniczącą. Z ramienia Demokratycznej Opozycji Serbii w 2000 uzyskała mandat poselski. Odnawiała go w kolejnych wyborach (2003, 2007, 2008, 2012), zasiadając w Skupsztinie do 2014. W grudniu 2001 stanęła na czele serbskiego parlamentu. W grudniu 2002 po odsunięciu prezydenta Milana Milutinovicia jako przewodniczącą Zgromadzenia Narodowego objęła także obowiązki tymczasowego prezydenta Serbii. Obie funkcje wykonywała do stycznia 2004. W 2016 powróciła do serbskiego parlamentu, kandydując z ramienia koalicji jej ugrupowania z Partią Socjaldemokratyczną i LSV.